# Vicente Tofiño de San Miguel
Vicente Tofiño de San Miguel (Cadice, 6 settembre 1732 – San Fernando, 15 gennaio 1795) è stato un navigatore e cartografo spagnolo.

## Biografia
Suo Padre Diego Tofiño de San Miguel, era un militare originario di Villanueva de la Serena mentre sua madre Juana de Vandewalle y Guzmán era originaria di Cadice.
Vicente Tofiño entrò nell'esercito nel 1747, in seguito alla morte del padre e del fratello durante un'azione bellica in Italia.
Fu assegnato al Reggimento di Murcia, dove avanzò fino al grado di tenente di fanteria.
Successivamente, fu assegnato al Reggimento di Soria e poi a quello di Segovia. Nel 1751, ottenne il permesso di studiare all'Accademia de Artilleria di Cadice. 
Proseguì la carriera nella marina militare. Nel 1759 fu parte dell'equipaggio della nave "Guerrero" che trasportò Carlo III da Napoli alla Spagna.
Concluse la carriera militare a Gibilterra, come aiutante del Duca di Crillon. Nel 1768, fu nominato direttore dell'Academia de Guarda Marinas.
Si dedicò alla cartografia. La sua principale opera, che gli diede fama internazionale, fu l'Atlas Marítimo de España, un caposaldo della cartografia nautica spagnola.
Morì il 15 gennaio 1795 a San Fernando.

## Curiosità
La località di Tofino, sulla costa occidentale del Canada, fu chiamata così dai navigatori spagnoli Galiano and Valdes come omaggio a Vicente Tofiño.